# Hermafrodita

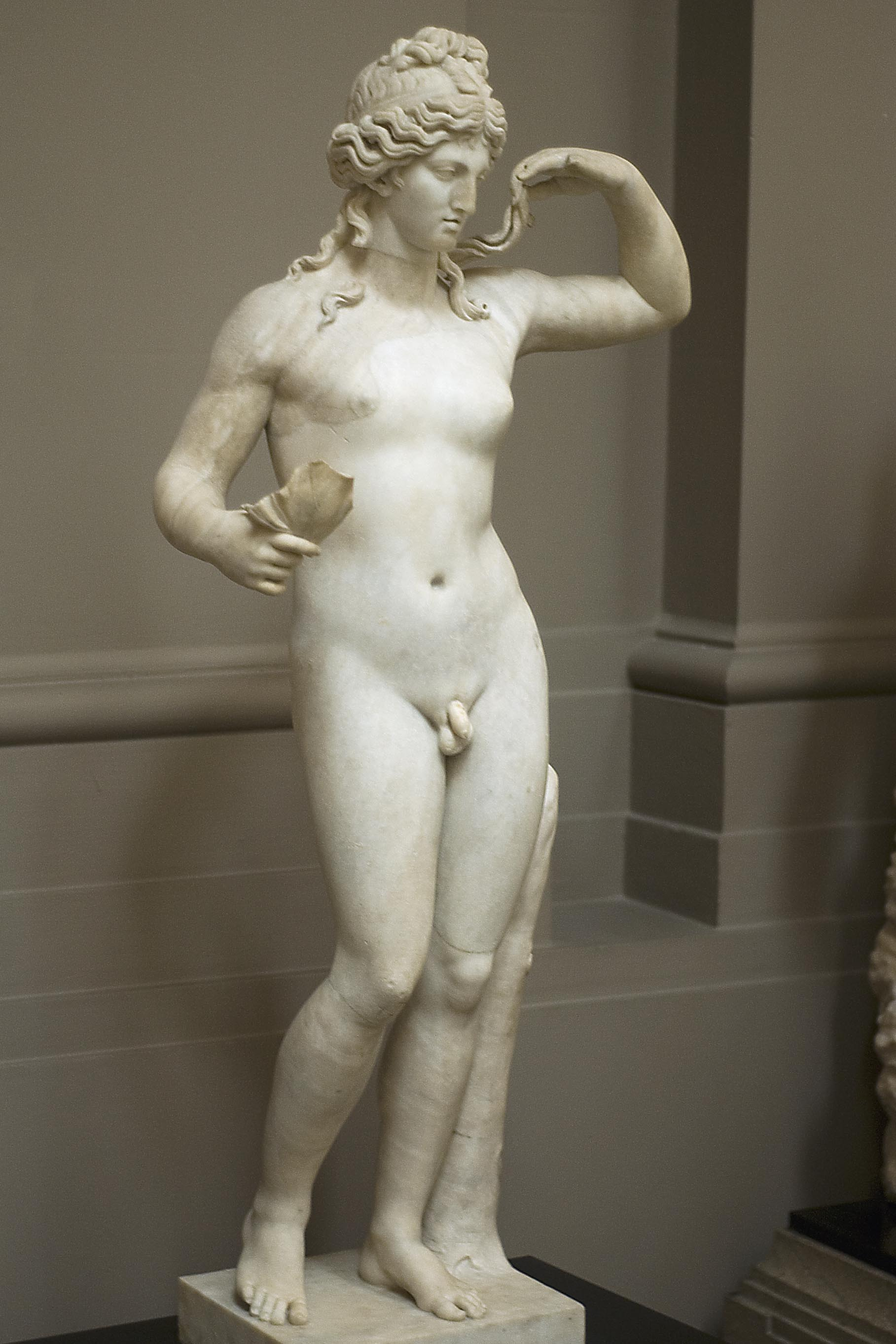
Hermafrodit, el fill del déu grec Hermes i la deessa Afrodita, origen de la paraulta "hermafrodita".

Un hermafrodita és un ésser viu que posseeix els dos sexes, el masculí i el femení al mateix temps. Tant pot ser que posseeixi els dos aparells sexuals com un de mixt, però capaç de produir gàmetes masculins i femenins al mateix temps. Tot i tenir ambdós gàmetes rarament es fecunden a ells mateixos.
Hi ha animals amb tots els seus individus hermafrodites, com passa amb els cargols. En botànica es consideren hermafrodites les plantes que tenen òrgans masculins (estams) i femenins (pistil) en la mateixa flor, mentre que les plantes que tenen òrgans masculins i femenins en flors diferents del mateix individu s'anomenen dioiques.
En l'espècie humana es parla d'hermafroditisme quan una persona posseeix teixit testicular i ovàric al mateix temps, independentment de l'aspecte dels seus genitals. El millor terme per a parlar d'aquests casos és el d'intersexualitat, ja que en humans no hi ha cap cas autèntic d'hermafroditisme, és a dir la capacitat de produir òvuls i espermatozoides al mateix temps.

## Origen de la paraula
```
En la 
mitologia grega
, 
Hermafrodit
 fou un personatge caracteritzat per tenir els dos sexes, d'aquí deriva el nom 
hermafrodita
.Per això totom diu: emmmafrodita, hermafrodita o hermesfrodites
```